# أب أيوركس
أُب أَيوركس (بالإنجليزية: Ub Iwerks)‏ (24 مارس/آذار 1901 - 7 يوليو/تموز 1971) كان رسام كرتون ورسوم متحركة ومخترع أمريكي الذي ربح جائزتين أوسكارين وعمل لوالت ديزني. إبتكر أيوركس عددًا من الشخصيات الكرتونية مثل أزوالد الأرنب المخظوظ وميكي ماوس وهورس هورسكالر وكلاربل كاو.
في سنة 1869 هاجزت أسرته من فريزيا في شمال غرب ألمانيا. ولد آيوركس في مدينة كانزاس ولاية ميزوري وكان اسمه أُبّي أرت أَيوّركس أولا (بالفريزية: Ubbe Ert Iwwerks)، ولكن قصّره.
قابل أيوركس والت ديزني في سنة 1918 في مدينة كانزاس وفيما بعد عملا معا في ولاية كاليفورنيا. ترك أيوركس لاستوديوهات ديزني وأسس استوديوهات أيروركس في سنة 1930 واستغرقت الشركة ستة سنوات. بعد ذلك عمل أيوركس كمقاول ثم عاد إلى ديزني في سنة 1930. بعيدًا من استوديوهات ديزني عمل أيوركس على فيلم ألفريد هيتشكوك «الطيور» (1963).
مات أيوركس باحتشاء عضلة القلب في مدينة بربانك ولاية كاليفورنيا سنة 1971. كان عمره 70 سنة. دُفن في مقبرة فورست لان في هوليوود هيلز.

## وصلات خارجية
- أب أيوركس على موقع IMDb (الإنجليزية)
- أب أيوركس على موقع الموسوعة البريطانية (الإنجليزية)
- أب أيوركس على موقع ألو سيني (الفرنسية)
- أب أيوركس على موقع تيرنر كلاسيك موفيز (الإنجليزية)
- أب أيوركس على موقع أول موفي (الإنجليزية)
- أب أيوركس على موقع قاعدة بيانات الأفلام السويدية (السويدية)
- أب أيوركس على موقع إن إن دي بي (الإنجليزية)
- أب أيوركس على موقع قاعدة بيانات الفيلم (الإنجليزية)
- أب أيوركس على موقع كينوبويسك (الروسية)

- أب أيوركس في موقع ديزني
- أب أيوركس في قاعدة بيانات الأفلام على الإنترنت